# Képszakadás (film)
A Képszakadás (eredeti cím: 21 & Over) 2013-ban bemutatott amerikai filmvígjáték, melyet az elsőfilmes Jon Lucas és Scott Moore írt és rendezett. A főszerepet Justin Chon, Miles Teller és Skylar Astin alakítja.
Az Amerikai Egyesült Államokban 2013. március 1-jén mutatták be. Magyarországon március 14-én jelent meg a Big Bang Media jóvoltából. Általánosságban negatív kritikákat kapott. Világszerte összesen 48 millió dolláros bevételt ért el.

## Cselekmény
Casey és Miller meghívják egyetemi barátjukat, Jeff Changet, hogy megünnepeljék 21. születésnapját. Jeff visszautasítja, arra hivatkozva, hogy másnap kora reggel fontos interjúja lesz az orvosi egyetemen, amit az akaratos orvos apja szervezett; Jeff végül beleegyezik, hogy megigyanak egy italt.
Egy bárban Jeff véletlenül eltalál darts-al egy srácot, a trió pedig elmenekül a helyről, megszakítva Casey beszélgetését Jeff vonzó lánybarátjával, Nicole-lal. A legális ivás miatt lelkesedve Jeff túl sokat iszik, és elájul. Casey és Miller haza akarják vinni őt, de elfelejtik, hol lakik.
Mivel azt hiszik, hogy Nicole tudja Jeff címét, belopóznak a lányszövetség épületébe, amiről azt hiszik, hogy az a diákszövetség szállása, azonban kiderül, hogy az egy latin lányszövetség. Az emeleten találkoznak két bekötött szemű diáklánnyal, akik éppen beavatáson vesznek részt. Miller megpaskolja a lányok fenekét, és arra utasítja őket, hogy smároljanak. Amikor rájönnek, hogy átverték őket, az egész lányszövetség feldühödik. Casey és Miller elmenekül, Jeffet ledobják az emeleti erkélyről egy fedett medencére. A sértetlenül lepattanó, részeg Jeff folytatni akarja a bulizást.
A fiúk megtalálják Nicole-t egy iskolai összejövetelen. Ő a barátjához, Randyhez, a dühös sráchoz irányítja őket a bárból. Amikor a férfi nem hajlandó megnézni a címet a telefonjában, ellopják azt. Jeff már nem lakik azon a címen, viszont egy buli van ott folyamatban. Keresve valakit, aki ismeri Jeff címét, Casey és Miller magára hagyja őt két füvessel a kanapén. Szórakozásképpen levetkőztetik Jeffet, a homlokára azt írják, hogy "seggfej", és egy mackót ragasztanak az ágyékára. Ezután az utcára téved, ami nagy felfordulást okoz. A rendőrség elfogja és az egyetemi egészségügyi központba szállítja.
Amikor Casey és Miller a klinika felé tart, a bosszúszomjas latin lányszövetségi lányok elrabolják őket. Egy rituális környezetben találják magukat, levetkőztetve és a padlóhoz láncolva. Kénytelenek elviselni azt, amire a két jelölt lányt rászedték. Zavartan, zúzódásokkal és égővörösre vert fenékkel engedik el őket, és csak egy szál cső zoknit viselve a nemi szervükön sétálnak végig az egyetemen. Casey Miller éretlenségét hibáztatja a helyzetükért, ami régóta érlelődő kölcsönös haragot vált ki, és végül összeverekednek.
Megérkeznek Jeff lakására, és alig van elég idejük felkészíteni őt az interjúra. Randy megérkezik, és megfenyegeti a fiúkat, de megjelenik Jeff apja, és megveri Randyt. Casey és Miller bátorítására Jeff szembeszáll az apjával, és kijelenti, hogy nem akar orvos lenni. Dr. Chang addig szidja, amíg Jeff rá nem parancsol, hogy távozzon, amivel meglepő módon kivívja Randy tiszteletét, aki neheztel saját szigorú apjára. Casey eközben rájön, hogy beleszeretett Nicole-ba, és utána megy.
Három hónappal később Miller, a főiskolát elhagyó, intelligens, de tanulmányi szempontból lusta diák, jelentkezik az egyetemre. Casey összejött Nicole-lal. Jeff a zenével foglalkozik, és barátnője lett.

## Szereplők
| Szerep       | Színész                | Magyar hang        |
| ------------ | ---------------------- | ------------------ |
| Jeff Chang   | Justin Chon            | Szalay Csongor     |
| Miller       | Miles Teller           | Gacsal Ádám        |
| Casey        | Skylar Astin           | Kovács Lehel       |
| Nicole       | Sarah Wright           | Bogdányi Titanilla |
| Dr. Chang    | Francois Chau          | Tarján Péter       |
| Randy        | Jonathan Keltz         | Szabó Máté         |
| Julian       | Daniel Booko           | Czető Roland       |
| Sally Huang  | Samantha Futerman      | Nemes Takách Kata  |
| Eddy         | Eddy Martin            | N/A                |
| PJ Bril      | Dustin Ybarra          | Elek Ferenc        |
| Gomez jelölt | Christiann Castellanos | Szabó Luca         |
| Dr. Cabahug  | Jeremiah Sird          | N/A                |

## A film készítése
Jon Lucas és Scott Moore korábban már több filmben is együtt dolgoztak íróként, többek között a Másnaposok, a Testcsere és az Excsajok szelleme című filmekben. A tervek szerint a forgatás 2011. szeptember 22-én kezdődött volna a Washingtoni Egyetemen, de végül későbbre tolódott.

## Bevétel
A filmet 2771 moziban mutatták be, 8,7 millió dollárt hozott a nyitóhétvégén. Világszerte 45,5 millió dolláros bevételt ért el.

## Fordítás
- Ez a szócikk részben vagy egészben  a(z)   21 & Over (film) című angol Wikipédia-szócikk fordításán alapul.  Az eredeti cikk szerkesztőit annak laptörténete sorolja fel. Ez a jelzés csupán a megfogalmazás eredetét és a szerzői jogokat jelzi, nem szolgál a cikkben szereplő információk forrásmegjelöléseként.